# Cali Farquharson
Cali Farquharson, född 17 december 1993, är en amerikansk fotbollsspelare. Hon har bland annat spelat för KIF Örebro i Damallsvenskan.

## Karriär
I december 2019 värvades Farquharson av KIF Örebro, där hon skrev på ett ettårskontrakt. Farquharson debuterade i Damallsvenskan och gjorde sitt första mål den 27 juni 2020 i en 3–3-match mot Eskilstuna United. Efter säsongen 2020 lämnade hon klubben.